# 織幡神社

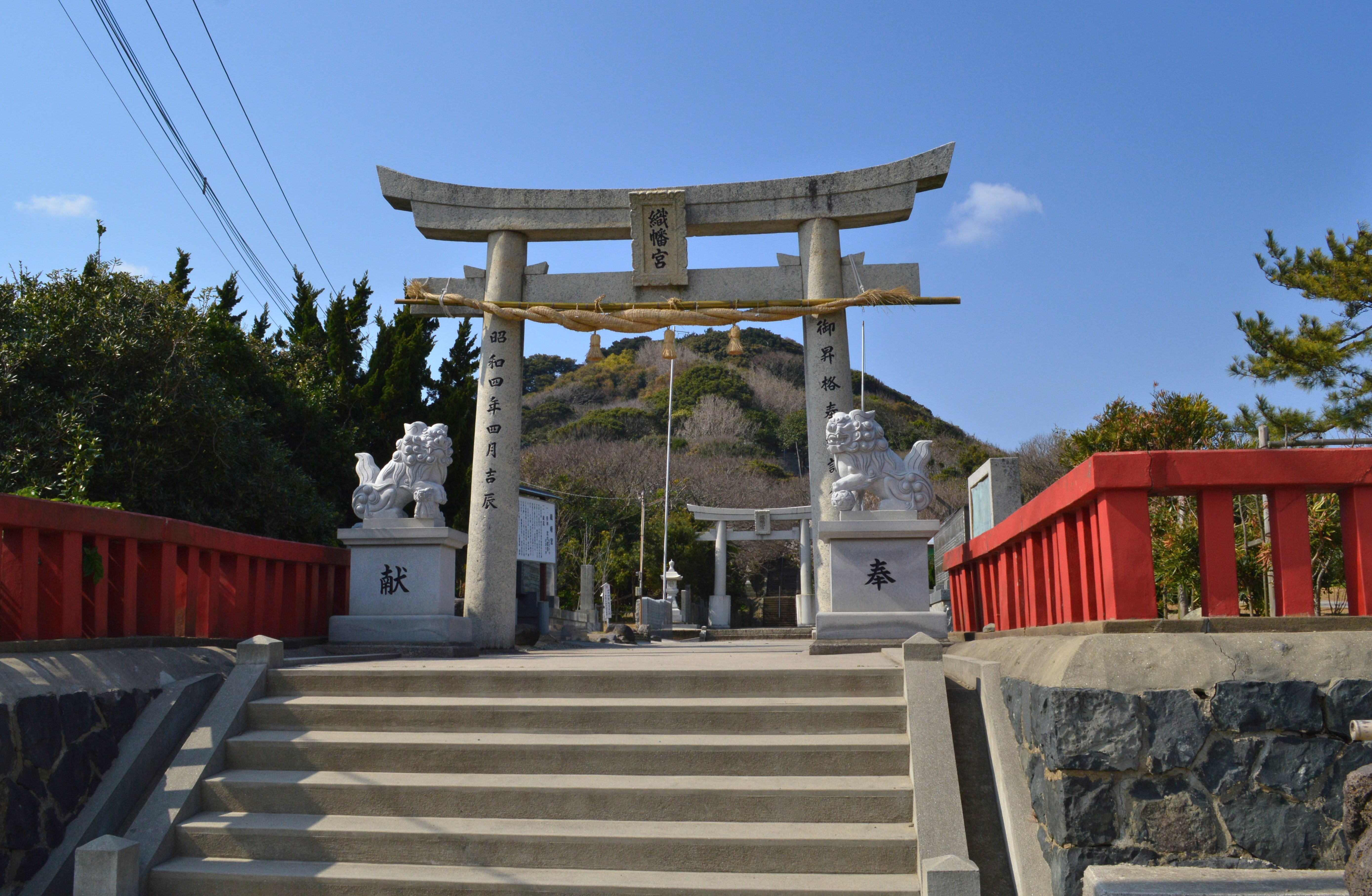
鳥居後背に佐屋形山。

織幡神社（おりはたじんじゃ）は、福岡県宗像市鐘崎に鎮座する神社。
式内社、名神大社で、旧社格は県社。
別称を「織幡宮（おりはたぐう）」。地元では「シキハン様」とも称される。

## 祭神
祭神は次の7柱。
- 武内大臣（たけしうちのおおおみ） - 武内宿禰
- 住吉大神（すみよしのおおかみ）
- 志賀大神（しかのおおかみ）
- 天照大神（あまてらすのおおかみ）
- 宗像大神（むなかたのおおかみ）
- 香椎大神（かしいのおおかみ）
- 八幡大神（はちまんのおおかみ）
- 壱岐真根子臣（いきのまねこのおみ）

延長5年（927年）成立の『延喜式』神名帳での祭神の記載は1座。文安年間（1444年-1449年）成立の『宗像大菩薩御縁起』の時点では武内大臣を祭神とする旨が記されるほか、近世の『筑前国続風土記』では武内大臣・住吉大神・志賀大神の3神を祭神とする旨が記されている。現在は上記８柱を祭神とし、そのうち武内大臣・住吉大神・志賀大神の３柱を主祭神とする。
神仏習合時代には、本地仏は如意輪観音とされていた。宗像大社旧神宮寺の鎮国寺では、織幡神社を含む宗像五社の本地仏像（福岡県指定文化財）が伝世されている。

### 祭神について
織幡神社の祭神を武内宿禰（武内大臣）とする説は、古くは15世紀中頃成立の『宗像大菩薩御縁起』まで遡り、同縁起では後述（創建節）の創祀伝承が記されている。その一方、織幡神社境内は海に突き出す要衝の鐘ノ岬に所在し、かつ一帯は『和名抄』の「海部郷」にも比定され海部が存在したと見られる地域であることから、元来は海人族により祀られる海の神であったと推測する説が挙げられている。後述（伝承節）のように『万葉集』には鐘ノ岬を過ぎる際に「志賀の皇神」（志賀海神社祭神：阿曇氏奉斎神）に祈願する旨の歌が見えることから、海人族の阿曇氏（阿曇族）が当地に居住して志賀神を奉斎したと見る説もある。
また『日本書紀』応神天皇紀では、天皇は阿知使主・都加使主に呉（中国の江南の地）に赴いて縫工女を得るよう命じたが、阿知使主らは帰国の際に「胸形大神（= 宗像大神）」に求められて同神に工女4人のうち兄媛を献上したとする伝承が記されており、この伝承と織幡神社とを関連付ける説もある。その説の中で、神に献上する衣を織る織女が神格化された可能性が指摘されるほか、機織を担った渡来系氏族の共通の祖として武内宿禰が祭神に選ばれた可能性が指摘される。
祭神８柱のうち壱岐真根子は、織幡神社のかつての社家である壱岐氏の祖とされる。この壱岐氏の存在に加えて、『宗像大菩薩御縁起』に見える「御手長」が壱岐島の式内社の天手長男神社・天手長比売神社とも関連付けられることから、織幡神社の祭祀と壱岐島との関係を推測する説もある。
その他に祭神の異説として、大御食津神とする説、呉織・穴織とする説がある。

## 歴史

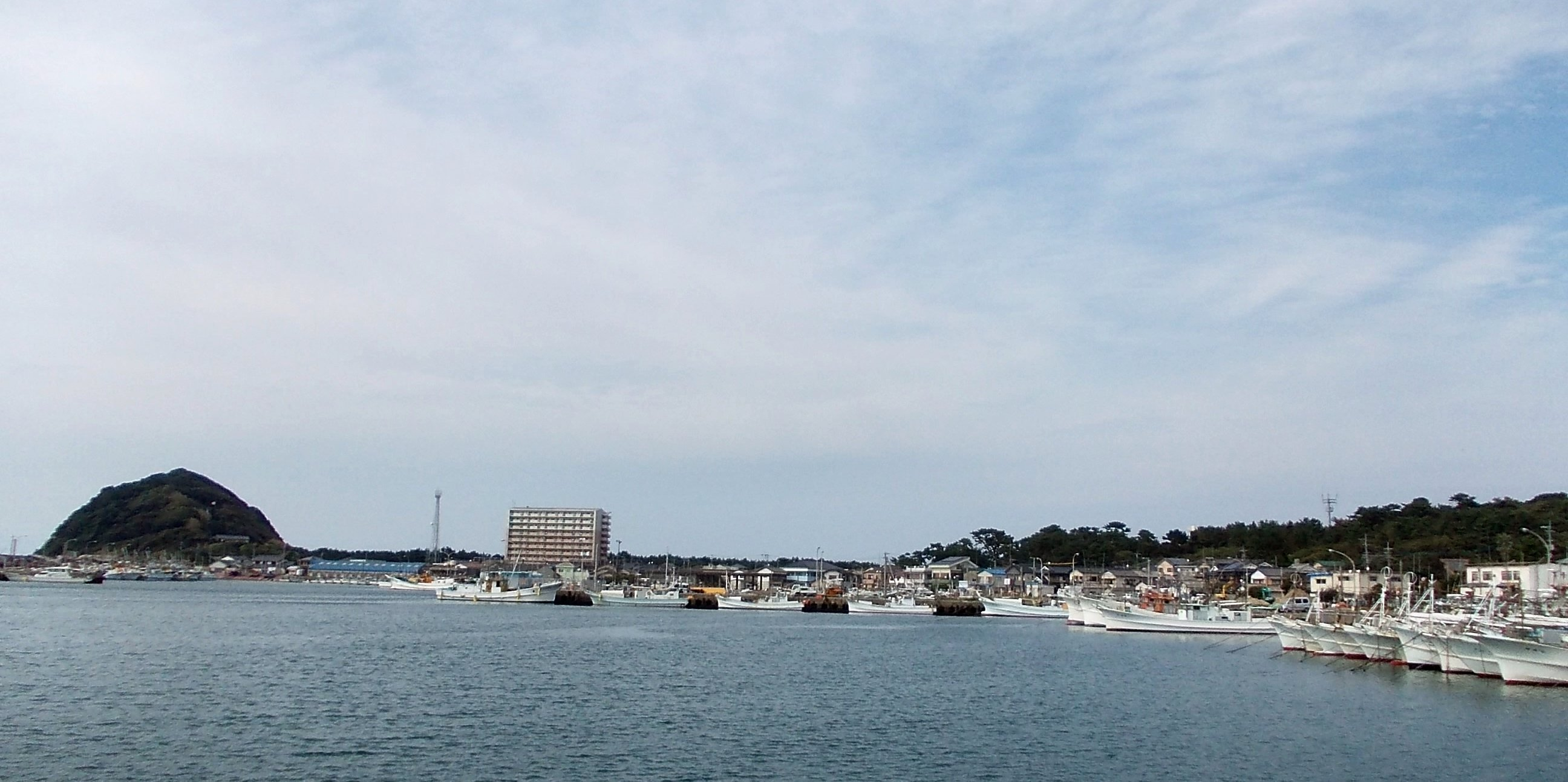
鐘ノ岬の遠景鐘崎漁港から望む。画像左端の佐屋形山中腹に織幡神社が鎮座する。

### 創建
創建について『宗像大菩薩御縁起』（15世紀中頃成立）によれば、神功皇后の三韓征伐の際に、宗大臣（宗像大社の神）が「御手長」という旗竿に武内大臣（武内宿禰）の織った紅白2本の旗をつけて戦い、最後にはそれを「息御嶋（= 沖ノ島）」に立てた。そして武内大臣の垂迹の際、その神霊は異賊の襲来する海路を守護するため海辺に鎮座し、名は武内大臣が旗を織ったことから「織旗（織幡）」としたとする。
実際の創建については詳らかでなく、前述のように海人族との関係を推測する説や、『日本書紀』の阿知使主と宗像神の縫工女伝承との関係を推測する説などがある。

### 概史
国史では嘉祥3年（850年）に「織幡神」に従五位下の神階を授ける記事のほか、天安3年（859年）に従五位上、元慶元年（877年）に正五位下に昇叙された旨の記事が見える。
延長5年（927年）成立の『延喜式』神名帳では筑前国宗像郡に「織幡神社 名神大」と記載され、宗像神社3座（現在の宗像大社）とともに名神大社に列している（宗像郡の式内社は宗像神社・織幡神社のみ）。平安時代中期の『和名抄』に見える地名のうちでは、一説に当地は宗像郡海部郷に比定される。この平安時代頃には、織幡神社は宗像社に所管される神社になったものと推測されている。
文永2年（1265年）の太政官符案によれば、当時には宗像社神宮寺の鎮国寺に「鐘崎織幡明神」の本地仏が祀られていた。また文永9年（1272年）の起請文にも「織幡大明神」と見える。文安年間（1444年-1449年）成立の『宗像大菩薩御縁起』では、宗像3神に織幡大明神・許斐権現を加えた5神が「宗像五社」と総称されている。
明治維新後、明治5年（1872年）に近代社格制度において村社に列した、明治15年（1882年）には郷社、昭和3年（1928年）には県社に昇格した。
明治10年（1877年）に宗像神社（現・宗像大社）により、的原神社、孔大寺神社、宮地嶽神社他と一緒に境外摂社と政府に報告されている。

### 神階
- 嘉祥3年（850年）7月29日、従五位下 （『日本文徳天皇実録』）[原 3] - 表記は「織幡神」。
- 天安3年（859年）1月27日、従五位下から従五位上 （『日本三代実録』）[原 4] - 表記は「織幡神」。
- 元慶元年（877年）12月15日、従五位下ママから正五位下 （『日本三代実録』）[原 5] - 表記は「織幡神」。

### 神職
織幡神社の祭祀は、古くは壱岐氏が担ったとされる。伝承では、この壱岐氏は祭神の壱岐真根子の子孫であるといい、平家没落の際に姓を「壱岐」から「入江」に変えたが、文久3年（1863年）に「壱岐」に戻したという。その後、壱岐家は昭和18年（1943年）をもって織幡神社の宮司職からは身を引いている。

## 境内

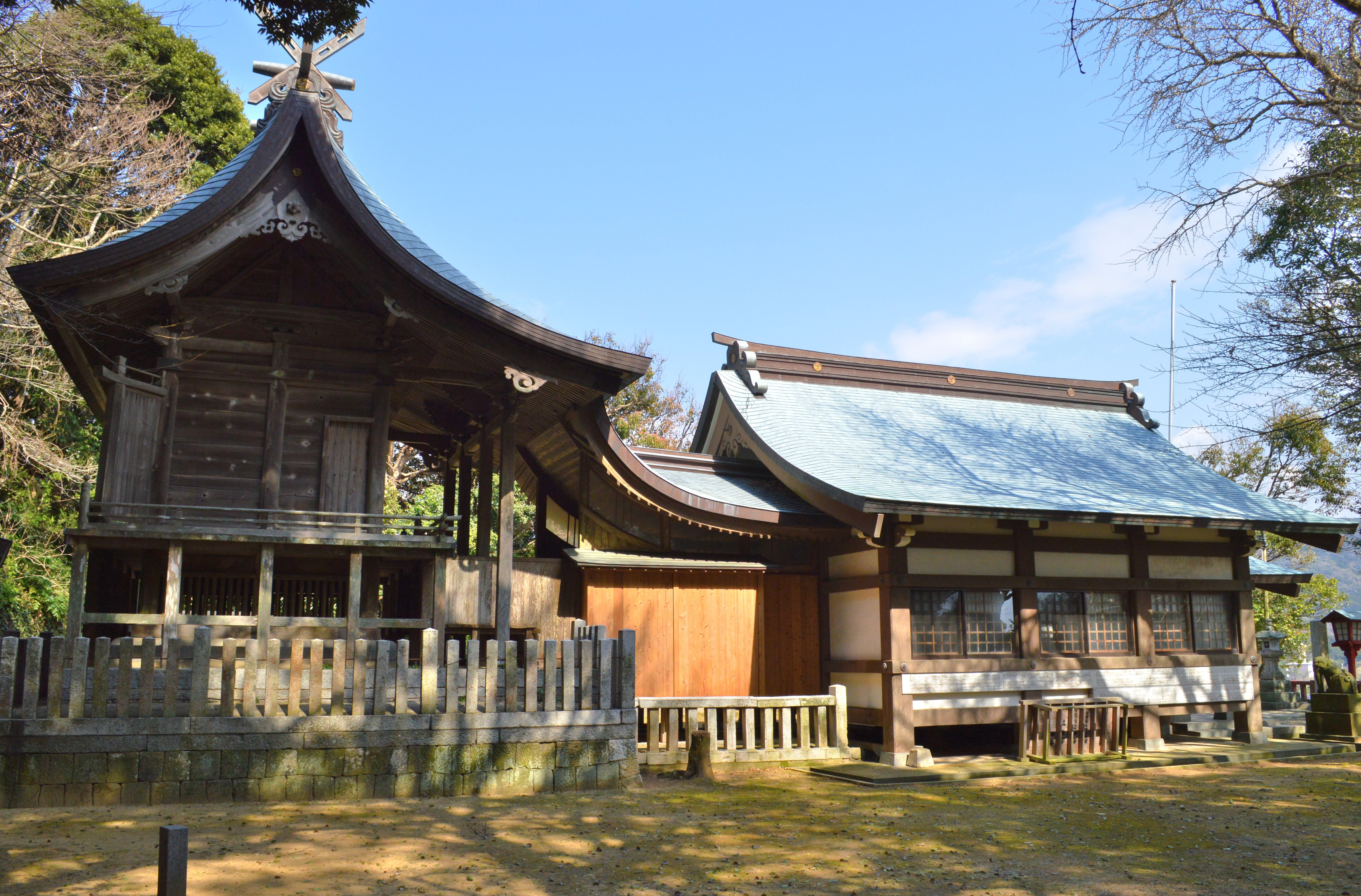
社殿左に本殿、右に拝殿。

境内は、玄界灘・響灘を分ける鐘ノ岬の先端部、佐屋形山（さやがたやま/さやかたやま）中腹に位置する。織幡神社境内や佐屋形山では暖帯林の林相が形成されており、イヌマキの巨木10数本を初めとして、シイ・ハマビワ・ヤブニッケイ・サンゴジュ・オノオレ・シロダモ・タブ・トベラ・ヤツデ・ツバキ・ユズリハ・ヤマモモ・サネカズラ・フウトウカズラ・サカキ・アオキ・マサキ・キジョウラン・ムクノキなど20数種が生育する。この天然林は「織幡神社のイヌマキ天然林」として福岡県指定天然記念物に指定されている。
古文書によれば、現在の本殿は元禄8年（1695年）の造営、拝殿は元禄16年（1703年）の造営という。そのほかに境内社数社が鎮座する。
また境内には、祭神の武内大臣が昇天の残したという沓を埋めた「沓塚」や、後述の沈鐘伝説にまつわる巨石がある。

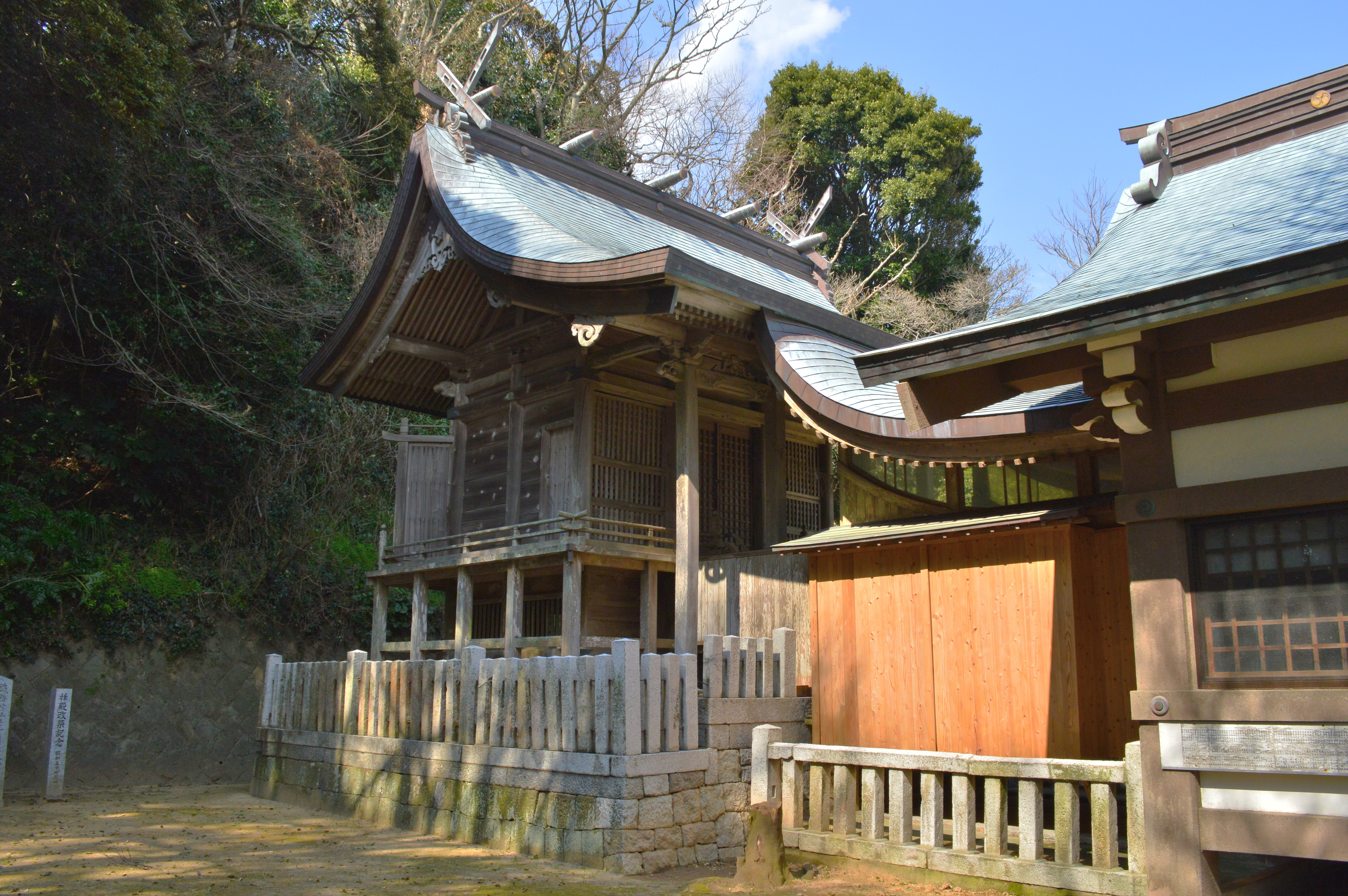
本殿
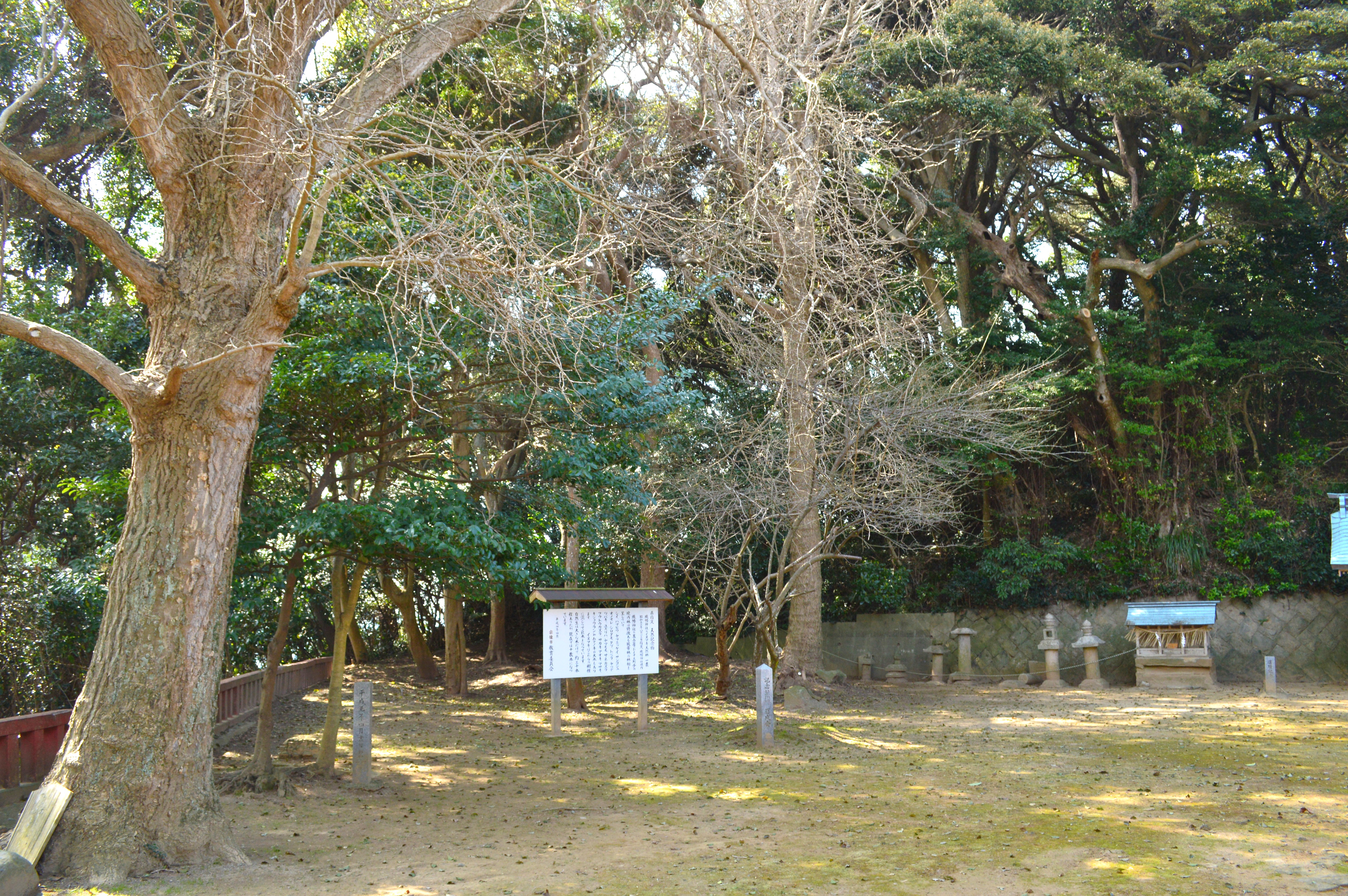
境内林（福岡県指定天然記念物）
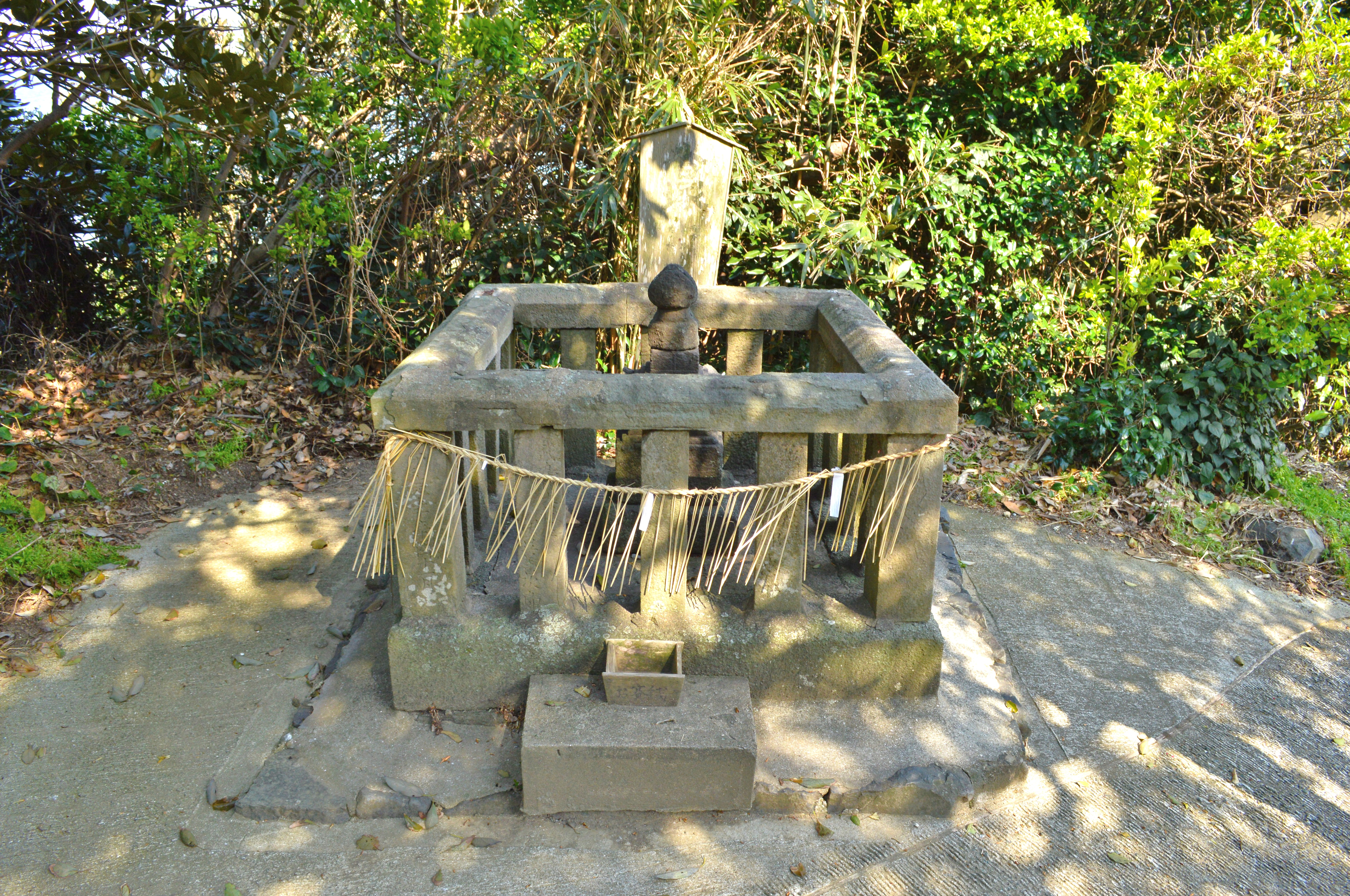
沓塚
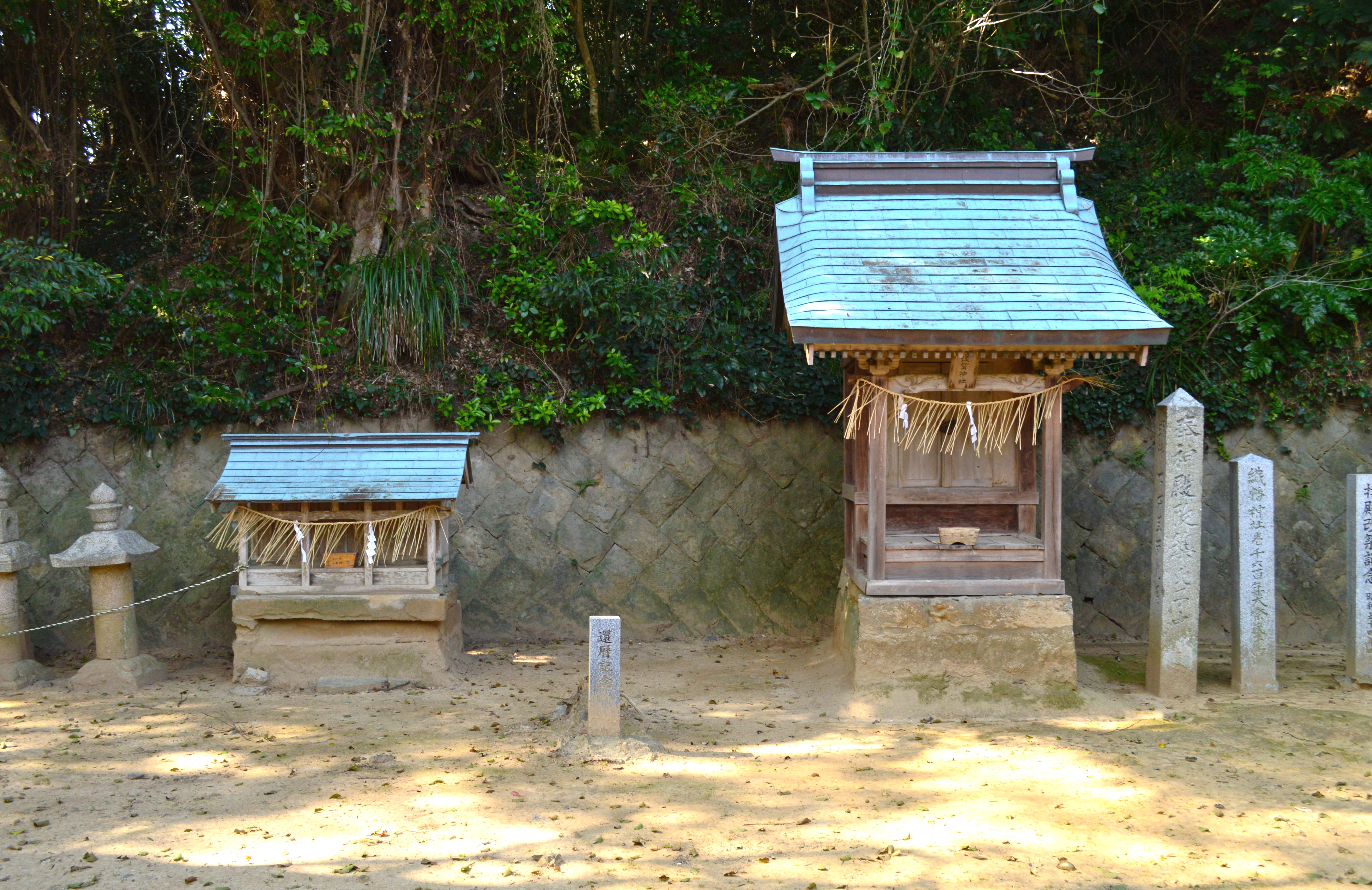
境内社
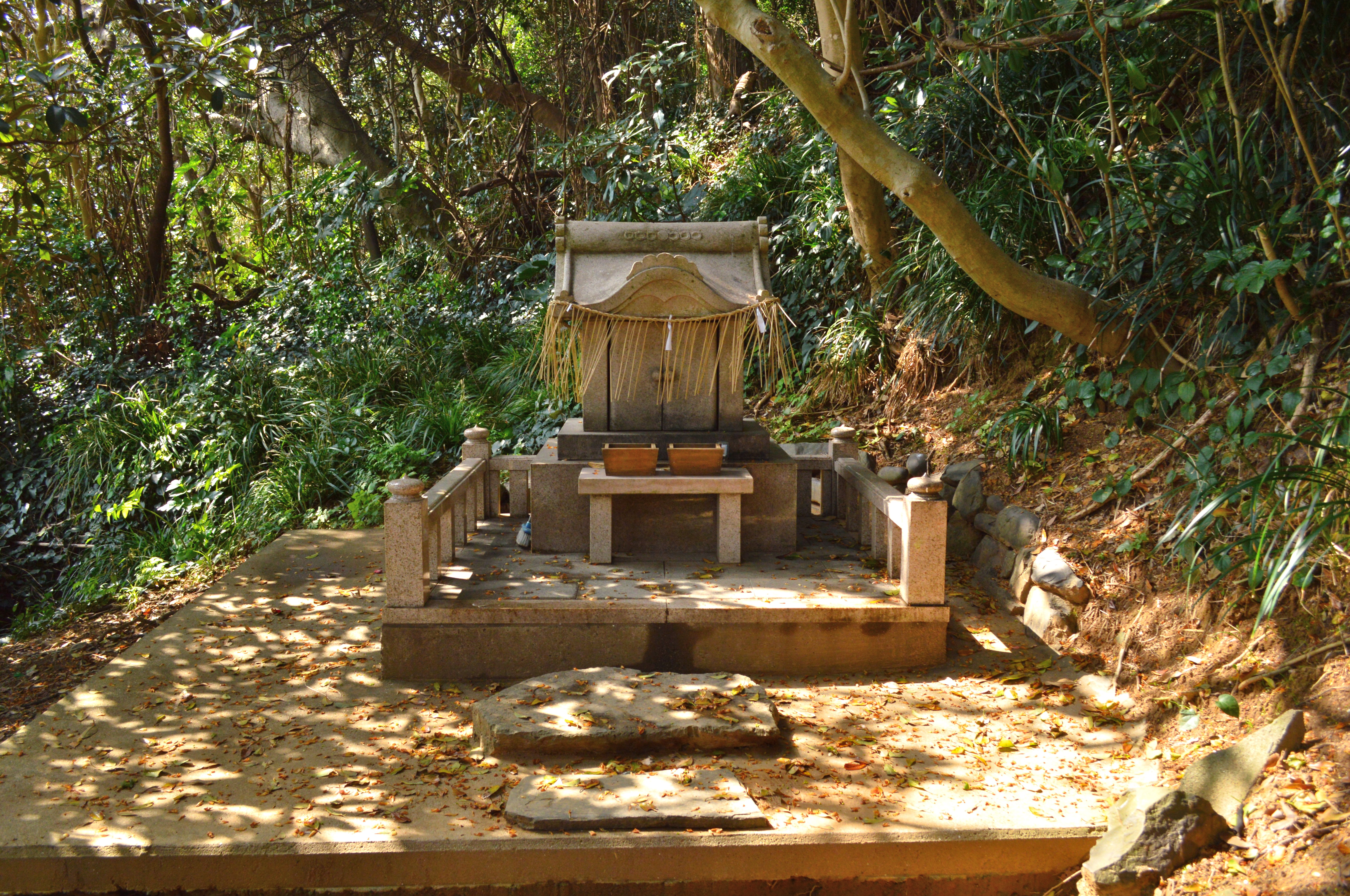
境内社
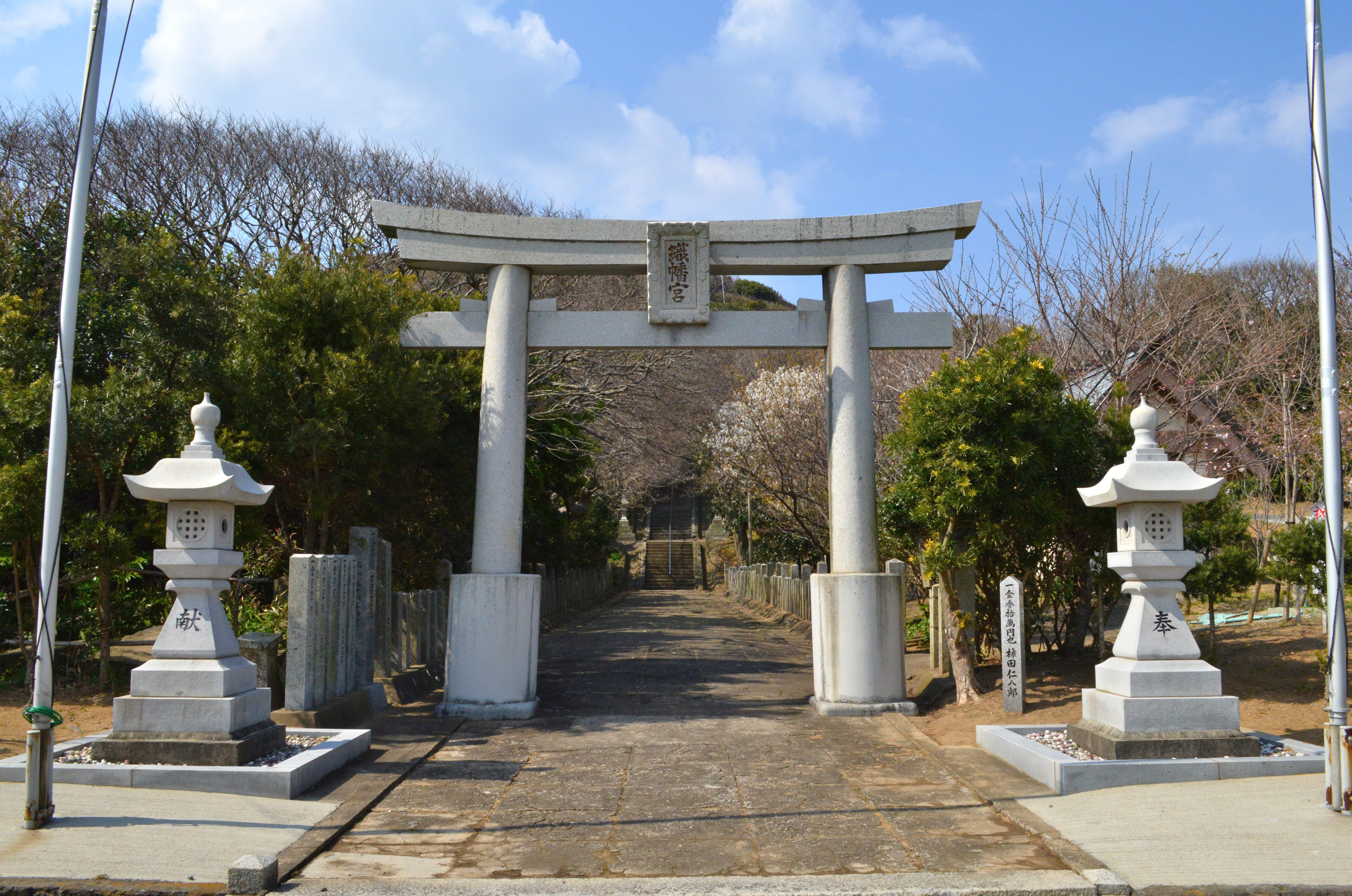
境内鳥居

## 文化財

### 福岡県指定文化財
- 天然記念物
  - 織幡神社のイヌマキ天然林 -  昭和32年8月13日指定[11]。

## 伝承

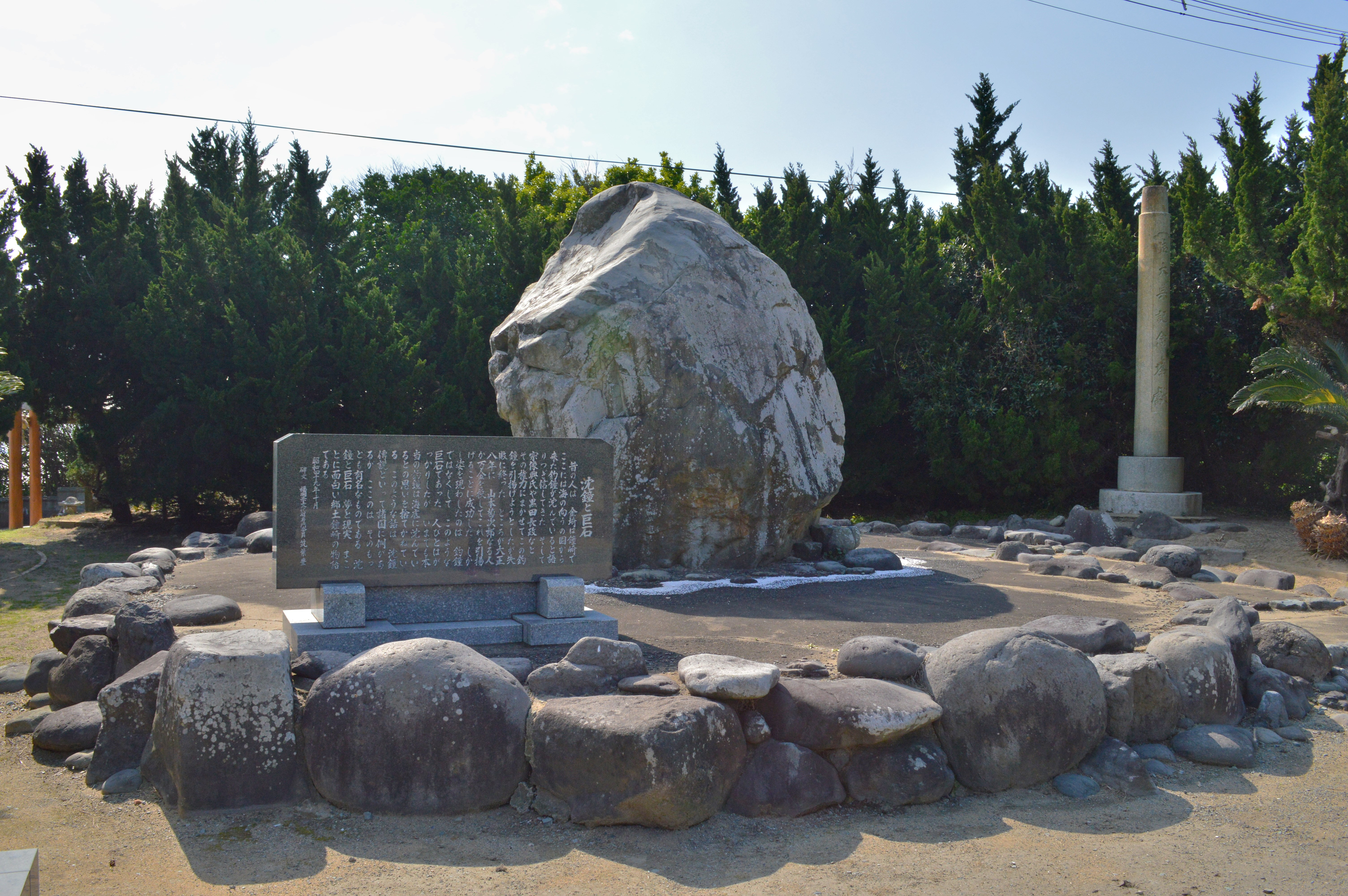
沈鐘伝説の巨石

織幡神社の鎮座する鐘ノ岬では、異国の釣鐘が海に沈んでいるとする伝説（沈鐘伝説）が知られる。「鐘ノ岬」の地名はこれに由来し、同様の沈鐘伝説は全国各地で知られるが、当地と福井県の金ヶ崎は特に有名である。ただし、鐘ノ岬の海底で釣鐘と見られていたものは大正8年（1919年）に陸に引き揚げられたが、この時に引き揚げられたものは釣鐘ではなく巨石であった。この巨石は、現在は織幡神社参道に安置されている。
また、この鐘ノ岬と対岸の地島の間は暗礁地帯で、古くから海上交通上の要衝・難所であったことが知られる。『万葉集』では、
| 「                    | ちはやぶる 金の岬を過ぎぬとも 我れは忘れじ 志賀の皇神（すめかみ） | 」 |
| —『万葉集』巻7 1230番 |                                                                   |    |

として、鐘ノ岬（金の岬）を通過する際には海の神に祈る様が歌われている。この歌をもって、鐘ノ岬にはかつて志賀神を奉斎する阿曇族が居住したとする説もある。

## 現地情報
所在地
- 福岡県宗像市鐘崎字岬224

交通アクセス
- 西鉄バス・宗像市コミュニティバス「京泊」バス停下車 （下車後徒歩すぐ） - 本数はわずか。

周辺
- 鐘崎（上八）貝塚 - 宗像市指定史跡。